# Aleksy II Gabras
Aleksy II Gabras (zm. 1444) – bizantyński książę państwa Teodoro na Krymie w latach 1434-1444 z dynastii Gabrasów.

## Życiorys
Był synem Aleksego I Gabrasa. Prowadził w latach 1433-1441 rozpoczętą jeszcze przez ojca wojnę z genueńską kolonią Kaffą na Krymie. Była toczona ze zmiennym szczęściem i zakończyła się bez istotnych nabytków lub strat terytorialnych obu stron. Jego braćmi byli władcy Teodoro: Jan Gabras (1444–1460) i Izaak Gabras (1471–1474), synem zaś Aleksander Gabras. 